# Papa Sergio I
Sergio I (Palermo, 650 – Roma, 8 settembre 701) è stato l'84º papa della Chiesa cattolica dal 15 dicembre 687 fino alla sua morte. A lui si deve l'introduzione dell'Agnus Dei nella Celebrazione eucaristica. È venerato come santo dalla Chiesa cattolica.

## Biografia

### Da Palermo a Roma
Siciliano di lingua greca (la famiglia era originaria di Antiochia), abbracciò la vita ecclesiastica sin da giovane. Fece parte della Schola cantorum del Laterano, il palazzo pontificio. Successivamente fu ordinato diacono del titolo di Santa Susanna da papa Leone II.

### L'elezione
All'elezione del successore di papa Conone due erano i favoriti: l'arcidiacono Pasquale e l'arciprete Teodoro. Il primo, per garantirsi l'appoggio dell'esarca bizantino Giovanni II Platino, gli aveva offerto 100 libbre d'oro; il secondo godeva dell'appoggio dell'aristocrazia romana. Due distinte elezioni elessero dunque altrettanti papi.

La situazione non era sostenibile, pertanto un'assemblea formata da esponenti del clero romano, dell'amministrazione civile di Roma e dell'esercito, designò all'unanimità Sergio.
Teodoro accettò suo malgrado l'elezione di Sergio; Pasquale invece si oppose decisamente e, forte del patto stretto con l'esarca, gli scrisse chiedendogli di venire da Ravenna a Roma per rovesciare la decisione. Giovanni II giunse nell'Urbe per deporre Sergio ma, considerato il favore di cui godeva costui, e constatata la posizione di assoluta minoranza di Pasquale, abbandonato anche da chi inizialmente lo aveva sostenuto, ne approvò l'elezione. Si fece comunque consegnare da Sergio il compenso pattuito in precedenza con Pasquale, poi tornò a Ravenna.

Uomo di cultura che aveva percorso tutti i gradi della carriera ecclesiastica, Sergio fu consacrato il 15 dicembre 687.

### Il pontificato

#### Attività missionaria
Sergio favorì gli sforzi missionari della Chiesa, con particolare riguardo alle popolazioni del Nord Europa.

Caedwalla del Wessex, sovrano di uno dei regni in cui era divisa all'epoca la Britannia, giunse a Roma per ricevere il battesimo dal papa (10 aprile 689).

Il pontefice ordinò Villibrordo vescovo della Frisia, della cui popolazione doveva curare la conversione; il Liber pontificalis sostiene anche che ordinò Bertwald Arcivescovo di Canterbury.

#### Governo della Chiesa
Sotto il suo pontificato si pose fine allo scisma dei tre capitoli, che da oltre un secolo aveva tenuto separate da Roma le diocesi dell'Italia nord-orientale, della Dalmazia e dell'Illirico, riammettendo nel 700 la diocesi di Aquileia che si era staccata da Roma fin dal 553.
A lui si devono, inoltre: 
- l'introduzione dell'Agnus Dei nel rito della Messa[4];
- L'introduzione per la prima volta a Roma della festa dell'Annunciazione[5], che si celebra il 25 marzo;
- l'introduzione nella Chiesa d'occidente della festa liturgica della Natività della Beata Vergine Maria, che si celebra l'8 settembre;
- la scelta della data del 15 agosto quale celebrazione dell'Assunzione di Maria[6], ricorrenza corrispondente al Ferragosto. Prima di allora il Ferragosto veniva celebrato il 1º agosto.

Tra le attività di un certo rilievo, Sergio istituì la prassi per i vescovi di recarsi a Roma per la consacrazione.

#### Relazioni con l'imperatore bizantino
Fin dall'inizio del suo pontificato Sergio si dimostrò piuttosto energico: infatti si oppose alla richiesta dell'imperatore Giustiniano II, di avallare con la sua firma le 102 disposizioni del "concilio Quinisesto", da lui convocato nel 692 senza l'approvazione del papa e senza invitare i vescovi dell'Occidente. Sergio non firmò perché ritenne che alcune norme fossero pericolose per le istituzioni ecclesiastiche, come l'abolizione del celibato per il clero e l'attribuzione alla Chiesa di Costantinopoli delle stesse prerogative di quella di Roma. Per reazione l'imperatore inviò a Roma una delegazione armata, agli ordini del protospatario Zaccaria, per estorcere la firma del papa sotto le deliberazioni del concilio, e in caso di rifiuto di arrestarlo e trasferirlo a Costantinopoli, come era già accaduto per papa Martino I. Non solo il popolo e la milizia di Roma, ma anche gli abitanti delle regioni vicine e di Ravenna (capitale dell'Esarcato d'Italia), si risentirono ed intervennero a protezione del papa. Mentre anche l'esercito di Ravenna entrava nell'Urbe da Porta San Paolo, Zaccaria si rifugiò nel Palazzo del Laterano e, temendo di essere linciato, si nascose nell'appartamento pontificio. Fu lo stesso Sergio a tranquillizzarlo e a consentirgli di uscire dal palazzo pontificio e poi da Roma, insieme alle sue truppe, senza che gli fosse fatto alcun male.
Così commenta Gregorovius: "apparve allora per la prima volta quali fossero la potenza e la risonanza nazionale del prestigio di Roma". E infatti l'avvenimento si ripercosse negativamente anche a Costantinopoli, dove nel 695 la popolazione si rivoltò, destituì ed esiliò Giustiniano. A Roma invece l'autorità papale si rafforzò, favorendo gli sforzi missionari e i rapporti con i Franchi, di fatto governati dal maggiordomo di palazzo Pipino di Herstal, e con le popolazioni della Britannia, uno dei cui re, Caedwalla del Wessex, il 10 aprile 689 giunse a Roma per ricevere il battesimo dal papa.

#### Opere realizzate a Roma
Con i proventi delle ricche donazioni elargite da penitenti e pellegrini (anche di rango regale) che giungevano a Roma, fece restaurare e abbellire numerose chiese in Roma (fra le quali quella di Santa Susanna, di cui era stato titolare), e realizzò il monumento sepolcrale di san Leone Magno, il primo di tal genere ad essere ospitato all'interno della Basilica di San Pietro in Vaticano.

#### Morte e sepoltura
Morì l'8 settembre 701 e fu sepolto in San Pietro.

## Culto
Papa Sergio I è venerato come santo dalla Chiesa cattolica e dalle Chiese ortodosse, e la sua memoria liturgica cade l'8 settembre.
Il Martirologio romano così lo ricorda:
« 8 settembre - A Roma presso san Pietro, deposizione di san Sergio I, papa, che, di origine siriaca, si adoperò con tutte le forze per l'evangelizzazione dei Sassoni e dei Frisoni e ricompose molte controversie e discordie, preferendo morire piuttosto che approvare gli errori. »

## Successione apostolica
La successione apostolica è:
- Vescovo Villibrordo (695)